# گئورگ تکتاندر فن در یابل
گئورگ تکتاندر فن در یابل (به آلمانی: Georges Tectander von der Jabel) سفیر امپراتوری مقدس روم، در دربار شاه عباس بوده است. او همچنین نویسنده کتاب ایتر پرسیکوم (به لاتین: Iter Persicum) است. از زندگی وی اطلاعات زیادی در دست نیست؛ تنها می‌دانیم که منشی مخصوص اشتفان کاکاش فن زالان کمنی (به آلمانی: Stephan Kakasch von Zalonkemeny)، یکی از نجبای ناحیه ترانسیلوانی و سفیر امپراتوری مقدس روم، به دربار شاه عباس صفوی بوده است.

## زمینه
اشتفان کاکاش مأموریت داشت که به دربار تزار روس در مسکو برود و از آن جا با کمک تزار سفر خود به سوی ایران را دنبال کند. وی از پس از انجام ماموریتش در مسکو از راه دریای خزر، به ایران آمد؛ ولی در لنگرود بیمار شد و در لاهیجان درگذشت. همه همراهانش نیز جز گئورگ تکتاندر فن در یابل این سفر هلاک شدند. کاکاش پیش از مرگش در یابل را مأمور ساخت که ماموریتش را دنبال کند و به حضور شاه عباس برود.

## به عنوان سفیر
وی با راهنمایی رابرت شرلی که برای بردن او آمد، به قزوین رفت و از آن جا به تبریز، که شاه عباس در آن وقت آن جا بود، اعزام گشت. پس از مدتی که همراه شاه عباس و در اردوی جنگی او بود، به اتفاق سفیر دیگری از ایران به نام مهدیقلی بیگ به مسکو اعزام شد تا به تزار روسیه (بوریس گدونف) خبر فتوحات شاه عباس در برابر امپراتوری عثمانی را بدهد. تزار ازین خبر خوشحال شد و پنج هزار سرباز و چند عراده توپ به یاری شاه عباس فرستاد تا قلعه دربند را که در تصرف عثمانی بود آزاد کنند.
فن در یابل به همراه مهدیقلی خان از مسکو به پراگ رفت و در ۸ ژانویه ۱۶۰۵ گزارش خود را به امپراتور رودولف دوم تقدیم داشت. رودولف که از شنیدن خبر همکاری ایران و روسیه خرسند بود با طرح اتحاد سه جانبه علیه عثمانی موافقت کرد و قول داد از غرب به قشون عثمانی حمله کند.

## چاپ سفرنامه
از آن جا که این سفر و اطلاعاتی که در آن گردآوری شد، بسیار جالب بود. ابتدا گزارشی نادرست به نام گزارش فن تکتاندر چاپ شد که به زودی خود او آن را تکذیب کرد و چندی بعد خود او در سال ۱۶۰۹ این گزارش را در شهر آلتنبورگ چاپ کرد و چون ظاهراً مورد توجه واقع شد، یک سال بعد آن را دوباره به چاپ رساند.